# Lista de santos brasileiros

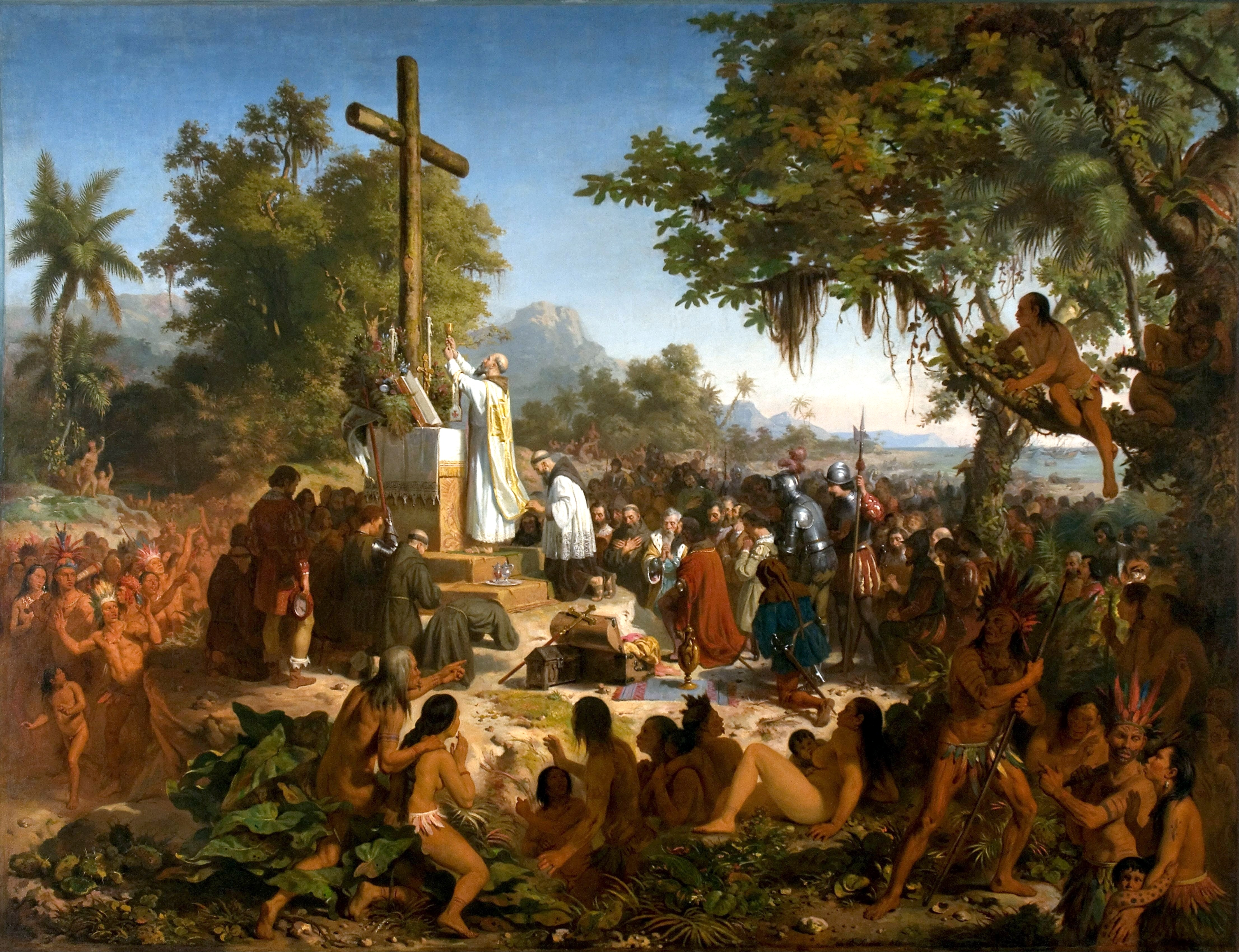
Primeira Missa no Brasil (1860), óleo sobre tela de Victor Meirelles, exposto no Museu Nacional de Belas Artes

Esta lista de santos brasileiros abrange não apenas as pessoas nascidas no território do Brasil, mas também pessoas estrangeiras que, enviadas em missão ao país, morreram a caminho ou em território que geograficamente pertence ao Brasil e que, ao serem canonizadas pela Igreja Católica Apostólica Romana, foram considerados também santos do Brasil. Contém ainda a lista dos beatos, dos veneráveis e dos servos de Deus do Brasil que estão com suas causas de beatificação e canonização em andamento.

## Definição
Pessoas canonizadas são aquelas de vida - ou ao menos de morte - heroica, doadora:
«Nos processos de beatificação e canonização, tomam-se em consideração os sinais de heroicidade na prática das virtudes, o sacrifício da vida no martírio e também os casos em que se verificou um oferecimento da própria vida pelos outros, mantido até à morte. Esta doação manifesta uma imitação exemplar de Cristo, e é digna da admiração dos fiéis. Lembremos, por exemplo, a Beata Maria Gabriela Sagheddu, que ofereceu a sua vida pela unidade dos cristãos. (...) Não pensemos apenas em quantos já estão beatificados ou canonizados. O Espírito Santo derrama a santidade, por toda a parte, no santo povo fiel de Deus, porque "aprouve a Deus salvar e santificar os homens, não individualmente, excluída qualquer ligação entre eles, mas constituindo-os em povo que O conhecesse na verdade e O servisse santamente".»

Exortação apostólica Gaudete et exsultate (2018), do papa Francisco.
O estudo da vida dos santos é chamado de hagiologia. É um ramo da Teologia Sistemática católica. A Academia Brasileira de Hagiologia foi inaugurada em Fortaleza, Ceará, em dezembro de 2004.

## Santos
A seguir, a lista dos brasileiros já canonizados pela Igreja. Atualmente em número de trinta e sete:
| Retrato                                                       | Santo                                                                     | Extensão da vida e idade ao morrer | Obra                                             | Ano e autor da beatificação         | Ano e autor da canonização | Festa litúrgica | Referências   |
| ------------------------------------------------------------- | ------------------------------------------------------------------------- | ---------------------------------- | ------------------------------------------------ | ----------------------------------- | -------------------------- | --------------- | ------------- |
|                                                               | São José de Anchieta presbítero, religioso (SJ) e co-patrono do Brasil    | 1534–1597 († 63 anos)              | Missionário no Brasil.                           | 1980 J. P. II                       | 2014 Francisco             | 9 de junho      | [ 9 ] [ 10 ]  |
|                                                               | São Roque González presbítero, religioso (SJ) e mártir                    | 1576–1628 († 52 anos)              | Mártires das Missões.                            | 1934 Pio IX                         | 1988 J. P. II              | 19 de novembro  | [ 11 ] [ 12 ] |
| Santo Afonso Rodrigues presbítero, religioso (SJ) e mártir    | 1598-1628 († 30 anos)                                                     |                                    | Mártires das Missões.                            | 1934 Pio IX                         | 1988 J. P. II              | 19 de novembro  | [ 11 ] [ 12 ] |
| São Juan del Castillo presbítero, religioso (SJ) e mártir     | 1595-1628 († 33 anos)                                                     |                                    | Mártires das Missões.                            | 1934 Pio IX                         | 1988 J. P. II              | 19 de novembro  | [ 11 ] [ 12 ] |
|                                                               | Santo André de Soveral presbítero, religioso (SJ) e mártir                | 1572–1645 († 73 anos)              | Protomártires do Brasil.                         | 2000 J. P. II                       | 2017 Francisco             | 3 de outubro    | [ 13 ] [ 14 ] |
| Santo Ambrósio Francisco Ferro presbítero e mártir            | † 1645                                                                    |                                    | Protomártires do Brasil.                         | 2000 J. P. II                       | 2017 Francisco             | 3 de outubro    | [ 13 ] [ 14 ] |
| São Mateus Moreira mártir                                     | † 1645                                                                    |                                    | Protomártires do Brasil.                         | 2000 J. P. II                       | 2017 Francisco             | 3 de outubro    | [ 13 ] [ 14 ] |
| São Domingos Carvalho mártir                                  | † 1645                                                                    |                                    | Protomártires do Brasil.                         | 2000 J. P. II                       | 2017 Francisco             | 3 de outubro    | [ 13 ] [ 14 ] |
| Santos António Vilela e sua filha mártires                    | † 1645                                                                    |                                    | Protomártires do Brasil.                         | 2000 J. P. II                       | 2017 Francisco             | 3 de outubro    | [ 13 ] [ 14 ] |
| São José do Porto mártir                                      | † 1645                                                                    |                                    | Protomártires do Brasil.                         | 2000 J. P. II                       | 2017 Francisco             | 3 de outubro    | [ 13 ] [ 14 ] |
| São Francisco de Bastos mártir                                | † 1645                                                                    |                                    | Protomártires do Brasil.                         | 2000 J. P. II                       | 2017 Francisco             | 3 de outubro    | [ 13 ] [ 14 ] |
| São Diogo Pereira mártir                                      | † 1645                                                                    |                                    | Protomártires do Brasil.                         | 2000 J. P. II                       | 2017 Francisco             | 3 de outubro    | [ 13 ] [ 14 ] |
| São João Lostau Navarro mártir                                | 1578–1645 († 67 anos)                                                     |                                    | Protomártires do Brasil.                         | 2000 J. P. II                       | 2017 Francisco             | 3 de outubro    | [ 13 ] [ 14 ] |
| Santo António Vilela Cid mártir                               | † 1645                                                                    |                                    | Protomártires do Brasil.                         | 2000 J. P. II                       | 2017 Francisco             | 3 de outubro    | [ 13 ] [ 14 ] |
| Santos Estêvão Machado de Miranda e suas duas filhas mártires | † 1645                                                                    |                                    | Protomártires do Brasil.                         | 2000 J. P. II                       | 2017 Francisco             | 3 de outubro    | [ 13 ] [ 14 ] |
| São Vicente de Sousa Pereira mártir                           | † 1645                                                                    |                                    | Protomártires do Brasil.                         | 2000 J. P. II                       | 2017 Francisco             | 3 de outubro    | [ 13 ] [ 14 ] |
| São Francisco Mendes Pereira mártir                           | † 1645                                                                    |                                    | Protomártires do Brasil.                         | 2000 J. P. II                       | 2017 Francisco             | 3 de outubro    | [ 13 ] [ 14 ] |
| São João da Silveira mártir                                   | † 1645                                                                    |                                    | Protomártires do Brasil.                         | 2000 J. P. II                       | 2017 Francisco             | 3 de outubro    | [ 13 ] [ 14 ] |
| São Simão Correia mártir                                      | † 1645                                                                    |                                    | Protomártires do Brasil.                         | 2000 J. P. II                       | 2017 Francisco             | 3 de outubro    | [ 13 ] [ 14 ] |
| Santo António Baracho mártir                                  | † 1645                                                                    |                                    | Protomártires do Brasil.                         | 2000 J. P. II                       | 2017 Francisco             | 3 de outubro    | [ 13 ] [ 14 ] |
| Santos João Martins e sete companheiros mártires              | † 1645                                                                    |                                    | Protomártires do Brasil.                         | 2000 J. P. II                       | 2017 Francisco             | 3 de outubro    | [ 13 ] [ 14 ] |
| São Manuel Rodrigues de Moura e sua esposa mártires           | † 1645                                                                    |                                    | Protomártires do Brasil.                         | 2000 J. P. II                       | 2017 Francisco             | 3 de outubro    | [ 13 ] [ 14 ] |
| Uma filha de Francisco Dias mártir                            | † 1645                                                                    |                                    | Protomártires do Brasil.                         | 2000 J. P. II                       | 2017 Francisco             | 3 de outubro    | [ 13 ] [ 14 ] |
|                                                               | Santo Antônio de Sant'Ana Galvão (Frei Galvão) religioso (OFM) e místico  | 1739–1822 († 83 anos)              | Frade franciscano e taumaturgo.                  | 1998 J. P. II                       | 2007 Bento XVI             | 25 de outubro   | [ 15 ] [ 16 ] |
|                                                               | Santa Paulina do Coração Agonizante de Jesus religiosa (CIIC) e fundadora | 1865–1942 († 76 anos)              | Fundadora das Irmãzinhas da Imaculada Conceição. | 1991 J. P. II                       | 2002 J. P. II              | 9 de julho      | [ 17 ] [ 18 ] |
|                                                               | Santa Dulce Lopes Pontes (Irmã Dulce) religiosa (SMIC)                    | 1914–1992 († 77 anos)              | Assistência aos pobres no Brasil.                | 2011 Cardeal Agnelo (por Bento XVI) | 2019 Francisco             | 13 de agosto    | [ 19 ] [ 20 ] |

## Beatos
Já beatificados pela igreja. Atualmente em número de cinquenta e quatro:
| Retrato                                                    | Beato                                                                                 | Extensão da vida e idade ao morrer | Obra                                                        | Ano e autor da beatificação             | Festa litúrgica | Referências          |
| ---------------------------------------------------------- | ------------------------------------------------------------------------------------- | ---------------------------------- | ----------------------------------------------------------- | --------------------------------------- | --------------- | -------------------- |
|                                                            | Beato Inácio de Azevedo presbítero, religioso (SJ) e mártir                           | 1526–1570 († 44 anos)              | Missionários e mártires em Tazacorte.                       | 1854 Pio IX                             | 17 de julho     | [ 22 ] [ 23 ]        |
| Beato Diogo de Andrade presbítero, religioso (SJ) e mártir | 1531–1570 († 39 anos)                                                                 |                                    | Missionários e mártires em Tazacorte.                       | 1854 Pio IX                             | 17 de julho     | [ 22 ] [ 23 ]        |
| Beato Brás Ribeiro religioso (SJ) e mártir                 | 1546–1570 († 24 anos)                                                                 |                                    | Missionários e mártires em Tazacorte.                       | 1854 Pio IX                             | 17 de julho     | [ 22 ] [ 23 ]        |
| Beato António Correia religioso (SJ) e mártir              | 1553–1570 († 17 anos)                                                                 |                                    | Missionários e mártires em Tazacorte.                       | 1854 Pio IX                             | 17 de julho     | [ 22 ] [ 23 ]        |
| Beato António Fernandes religioso (SJ) e mártir            | 1552–1570 († 18 anos)                                                                 |                                    | Missionários e mártires em Tazacorte.                       | 1854 Pio IX                             | 17 de julho     | [ 22 ] [ 23 ]        |
| Beato António Soares religioso (SJ) e mártir               | † 1570                                                                                |                                    | Missionários e mártires em Tazacorte.                       | 1854 Pio IX                             | 17 de julho     | [ 22 ] [ 23 ]        |
| Beato Bento de Castro religioso (SJ) e mártir              | 1543–1570 († 27 anos)                                                                 |                                    | Missionários e mártires em Tazacorte.                       | 1854 Pio IX                             | 17 de julho     | [ 22 ] [ 23 ]        |
| Beato Francisco Álvares religioso (SJ) e mártir            | 1539–1570 († 31 anos)                                                                 |                                    | Missionários e mártires em Tazacorte.                       | 1854 Pio IX                             | 17 de julho     | [ 22 ] [ 23 ]        |
| Beato Simão da Costa religioso (SJ) e mártir               | 1551–1570 († 19 anos)                                                                 |                                    | Missionários e mártires em Tazacorte.                       | 1854 Pio IX                             | 17 de julho     | [ 22 ] [ 23 ]        |
| Beato Simão Lopes religioso (SJ) e mártir                  | 1552–1570 († 18 anos)                                                                 |                                    | Missionários e mártires em Tazacorte.                       | 1854 Pio IX                             | 17 de julho     | [ 22 ] [ 23 ]        |
| Beato Francisco de Magalhães religioso (SJ) e mártir       | 1549–1570 († 21 anos)                                                                 |                                    | Missionários e mártires em Tazacorte.                       | 1854 Pio IX                             | 17 de julho     | [ 22 ] [ 23 ]        |
| Beato Gaspar Álvares religioso (SJ) e mártir               | 1552–1570 († 19 anos)                                                                 |                                    | Missionários e mártires em Tazacorte.                       | 1854 Pio IX                             | 17 de julho     | [ 22 ] [ 23 ]        |
| Beato Nicolau Diniz religioso (SJ) e mártir                | 1553–1570 († 17 anos)                                                                 |                                    | Missionários e mártires em Tazacorte.                       | 1854 Pio IX                             | 17 de julho     | [ 22 ] [ 23 ]        |
| Beato Pero Nunes religioso (SJ) e mártir                   | 1551–1570 († 19 anos)                                                                 |                                    | Missionários e mártires em Tazacorte.                       | 1854 Pio IX                             | 17 de julho     | [ 22 ] [ 23 ]        |
| Beato Pedro de Fontoura religioso (SJ) e mártir            | 1547–1570 († 23 anos)                                                                 |                                    | Missionários e mártires em Tazacorte.                       | 1854 Pio IX                             | 17 de julho     | [ 22 ] [ 23 ]        |
| Beato João Fernandes (de Lisboa) religioso (SJ) e mártir   | 1551–1570 († 19 anos)                                                                 |                                    | Missionários e mártires em Tazacorte.                       | 1854 Pio IX                             | 17 de julho     | [ 22 ] [ 23 ]        |
| Beato João Fernandes (de Braga) religioso (SJ) e mártir    | 1547–1570 († 23 anos)                                                                 |                                    | Missionários e mártires em Tazacorte.                       | 1854 Pio IX                             | 17 de julho     | [ 22 ] [ 23 ]        |
| Beato Luís Correia religioso (SJ) e mártir                 | 1553–1570 († 17 anos)                                                                 |                                    | Missionários e mártires em Tazacorte.                       | 1854 Pio IX                             | 17 de julho     | [ 22 ] [ 23 ]        |
| Beato Luís Rodrigues religioso (SJ) e mártir               | 1554–1570 († 16 anos)                                                                 |                                    | Missionários e mártires em Tazacorte.                       | 1854 Pio IX                             | 17 de julho     | [ 22 ] [ 23 ]        |
| Beato Manuel Rodrigues religioso (SJ) e mártir             | 1550–1570 († 20 anos)                                                                 |                                    | Missionários e mártires em Tazacorte.                       | 1854 Pio IX                             | 17 de julho     | [ 22 ] [ 23 ]        |
| Beato Marcos Caldeira religioso (SJ) e mártir              | 1547–1570 († 23 anos)                                                                 |                                    | Missionários e mártires em Tazacorte.                       | 1854 Pio IX                             | 17 de julho     | [ 22 ] [ 23 ]        |
| Beato Manuel Álvares religioso (SJ) e mártir               | 1546–1570 († 24 anos)                                                                 |                                    | Missionários e mártires em Tazacorte.                       | 1854 Pio IX                             | 17 de julho     | [ 22 ] [ 23 ]        |
| Beato Manuel Fernandes religioso (SJ) e mártir             | 1551–1570 († 19 anos)                                                                 |                                    | Missionários e mártires em Tazacorte.                       | 1854 Pio IX                             | 17 de julho     | [ 22 ] [ 23 ]        |
| Beato Manuel Pacheco religioso (SJ) e mártir               | 1551–1570 († 19 anos)                                                                 |                                    | Missionários e mártires em Tazacorte.                       | 1854 Pio IX                             | 17 de julho     | [ 22 ] [ 23 ]        |
| Beato Amaro Vaz religioso (SJ) e mártir                    | 1553–1570 († 17 anos)                                                                 |                                    | Missionários e mártires em Tazacorte.                       | 1854 Pio IX                             | 17 de julho     | [ 22 ] [ 23 ]        |
| Beato Domingos Fernandes religioso (SJ) e mártir           | 1551–1570 († 19 anos)                                                                 |                                    | Missionários e mártires em Tazacorte.                       | 1854 Pio IX                             | 17 de julho     | [ 22 ] [ 23 ]        |
| Beato Gonçalo Henriques religioso (SJ) e mártir            | 1550–1570 († 20 anos)                                                                 |                                    | Missionários e mártires em Tazacorte.                       | 1854 Pio IX                             | 17 de julho     | [ 22 ] [ 23 ]        |
| Beato Álvaro Mendes Borralho religioso (SJ) e mártir       | 1551–1570 († 19 anos)                                                                 |                                    | Missionários e mártires em Tazacorte.                       | 1854 Pio IX                             | 17 de julho     | [ 22 ] [ 23 ]        |
| Beato Diogo Pires Mimoso religioso (SJ) e mártir           | 1546–1570 († 24 anos)                                                                 |                                    | Missionários e mártires em Tazacorte.                       | 1854 Pio IX                             | 17 de julho     | [ 22 ] [ 23 ]        |
| Beato Aleixo Delgado religioso (SJ) e mártir               | 1555–1570 († 14 anos)                                                                 |                                    | Missionários e mártires em Tazacorte.                       | 1854 Pio IX                             | 17 de julho     | [ 22 ] [ 23 ]        |
| Beato André Gonçalves religioso (SJ) e mártir              | 1552–1570 († 18 anos)                                                                 |                                    | Missionários e mártires em Tazacorte.                       | 1854 Pio IX                             | 17 de julho     | [ 22 ] [ 23 ]        |
| Beato João Adaúto mártir                                   | † 1570                                                                                |                                    | Missionários e mártires em Tazacorte.                       | 1854 Pio IX                             | 17 de julho     | [ 22 ] [ 23 ]        |
| Beato Juan de Mayorga religioso (SJ) e mártir              | 1533–1570 († 37 anos)                                                                 |                                    | Missionários e mártires em Tazacorte.                       | 1854 Pio IX                             | 17 de julho     | [ 22 ] [ 23 ]        |
| Beato Alfonso de Baena religioso (SJ) e mártir             | 1539–1570 († 31 anos)                                                                 |                                    | Missionários e mártires em Tazacorte.                       | 1854 Pio IX                             | 17 de julho     | [ 22 ] [ 23 ]        |
| Beato Francisco Pérez Godoy religioso (SJ) e mártir        | 1540–1570 († 30 anos)                                                                 |                                    | Missionários e mártires em Tazacorte.                       | 1854 Pio IX                             | 17 de julho     | [ 22 ] [ 23 ]        |
| Beato Esteban de Zuraire religioso (SJ) e mártir           | † 1570                                                                                |                                    | Missionários e mártires em Tazacorte.                       | 1854 Pio IX                             | 17 de julho     | [ 22 ] [ 23 ]        |
| Beato Juan de San Martín religioso (SJ) e mártir           | † 1570                                                                                |                                    | Missionários e mártires em Tazacorte.                       | 1854 Pio IX                             | 17 de julho     | [ 22 ] [ 23 ]        |
| Beato Gregório Escribano religioso (SJ) e mártir           | † 1570                                                                                |                                    | Missionários e mártires em Tazacorte.                       | 1854 Pio IX                             | 17 de julho     | [ 22 ] [ 23 ]        |
| Beato Juan de Zafra religioso (SJ) e mártir                | † 1570                                                                                |                                    | Missionários e mártires em Tazacorte.                       | 1854 Pio IX                             | 17 de julho     | [ 22 ] [ 23 ]        |
| Beato Fernán Sanchez religioso (SJ) e mártir               | † 1570                                                                                |                                    | Missionários e mártires em Tazacorte.                       | 1854 Pio IX                             | 17 de julho     | [ 22 ] [ 23 ]        |
|                                                            | Beata Maria Bárbara da Santíssima Trindade (Bárbara Maix) religiosa (ICM) e fundadora | 1818–1873 († 54 anos)              | Fundadora das Irmãs do Imaculado Coração de Maria.          | 2010 Cardeal Baldisseri (por Bento XVI) | 6 de novembro   | [ 24 ]               |
|                                                            | Beata Francisca de Paula de Jesus (Nhá Chica) leiga e confessora                      | 1810–1895 († 85 anos)              | Assistência aos pobres no Brasil.                           | 2013 Cardeal Amato (por Francisco)      | 14 de junho     | [ 25 ]               |
|                                                            | Beato Francisco de Paula Victor (Padre Victor) presbítero                             | 1827–1905 († 78 anos)              | Sacerdote vítima de discriminação racial.                   | 2015 Cardeal Amato (por Francisco)      | 23 de setembro  | [ 26 ]               |
|                                                            | Beato Manuel Gómez González presbítero e mártir                                       | 1877–1924 († 46 anos)              | Mártires em Três Passos.                                    | 2007 Cardeal Martins (por Bento XVI)    | 21 de maio      | [ 27 ]               |
| Beato Adílio Da Ronch leigo e mártir                       | 1908-1924 († 15 anos)                                                                 |                                    | Mártires em Três Passos.                                    | 2007 Cardeal Martins (por Bento XVI)    | 21 de maio      | [ 27 ]               |
|                                                            | Beata Albertina Berkenbrock virgem e mártir                                           | 1919–1931 († 12 anos)              | Jovem assassinada em defesa da castidade.                   | 2007 Cardeal Martins (por Bento XVI)    | 15 de junho     | [ 28 ]               |
|                                                            | Beata Benigna Cardoso da Silva (Menina Benigna) virgem e mártir                       | 1928–1941 († 13 anos)              | Jovem assassinada em defesa da castidade.                   | 2022 Cardeal Steiner (por Francisco)    | 24 de outubro   | [ 29 ] [ 30 ] [ 31 ] |
|                                                            | Beato Eustáquio van Lieshout (Padre Eustáquio) presbítero e religioso (SSCC)          | 1890–1943 († 52 anos)              | Missionário no Brasil.                                      | 2006 Cardeal Martins (por Bento XVI)    | 30 de agosto    | [ 32 ] [ 33 ]        |
|                                                            | Beata Maria Assunta Caterina Marchetti (Assunta Marchetti) religiosa (CS) e fundadora | 1871–1948 († 76 anos)              | Missionária no Brasil e fundadora das Irmãs Scalabrinianas. | 2014 Cardeal Amato (por Francisco)      | 1 de julho      | [ 34 ]               |
|                                                            | Beato Donizetti Tavares de Lima (Padre Donizetti) presbítero                          | 1882–1961 († 79 anos)              | Sacerdote conhecido por suas bençãos.                       | 2019 Cardeal Becciu (por Francisco)     | 16 de junho     | [ 35 ]               |
|                                                            | Beato João Schiavo presbítero e religioso (CSI)                                       | 1903–1967 († 63 anos)              | Missionário e Superior Provincial no Brasil.                | 2017 Cardeal Amato (por Francisco)      | 8 de julho      | [ 36 ] [ 37 ] [ 38 ] |
|                                                            | Beata Isabel Cristina Mrad Campos (Cris) virgem e mártir                              | 1962–1982 († 20 anos)              | Jovem assassinada em defesa da castidade.                   | 2022 Cardeal Damasceno (por Francisco)  | 1 de setembro   | [ 39 ] [ 40 ] [ 41 ] |
|                                                            | Beato Mariano de la Mata Aparício (Padre Mariano) presbítero e religioso (OAR)        | 1905–1983 († 77 anos)              | Missionário no Brasil.                                      | 2006 Cardeal Martins (por Bento XVI)    | 5 de novembro   | [ 42 ]               |
|                                                            | Beata Lindalva Justo de Oliveira virgem, religiosa (FDC) e mártir                     | 1953–1993 († 39 anos)              | Religiosa assassinada por resistir a um assédio.            | 2007 Cardeal Martins (por Bento XVI)    | 7 de janeiro    | [ 43 ] [ 44 ]        |

## Veneráveis
Que já tiveram suas virtudes reconhecidas pela Igreja, recebendo o título de veneráveis. Atualmente em número de trinta e três:
| Retrato | Venerável                                                                       | Extensão da vida e idade ao morrer | Obra | Ano e autor do reconhecimento do grau de santidade | Referências                     |
| ------- | ------------------------------------------------------------------------------- | ---------------------------------- | --- | -------------------------------------------------- | ------------------------------- |
|         | Antônio Vicente Ferreira Viçoso (Dom Viçoso) prelado e religioso (CM)           | 1787–1875 († 88 anos)              | 7.º Bispo da Diocese de Mariana.                                                                                               | 2014 Francisco                                     | [ 45 ]                          |
|         | José Antônio Ibiapina presbítero                                                | 1806–1883 († 76 anos)              | Missionário no Nordeste. Primeiro pregador popular do Brasil. Antecessor de padre Cícero e Frei Damião.                        | 2025 Francisco                                     | [ 46 ]                          |
|         | Giuseppe Marchetti presbítero, religioso (CS) e fundador                        | 1869–1896 († 27 anos)              | Fundador das Irmãs Missionárias de São Carlos Borromeu.                                                                        | 2016 Francisco                                     | [ 47 ] [ 48 ] [ 49 ]            |
|         | João Pedro de Sexto São João presbítero, religioso (OFMCap) e fundador          | 1868–1913 († 47 anos)              | Fundador das Congregação das Irmãs Missionárias Capuchinhas e missionário na Amazônia.                                         | 2022 Francisco                                     | [ 50 ]                          |
|         | Daniel de Samarate presbítero e religioso (OFMCap)                              | 1876–1924 († 47 anos)              | Missionário no Brasil. | 2017 Francisco                                     | [ 51 ] [ 52 ]                   |
|         | Maria Teodora Voiron religiosa (OSC)                                            | 1835–1925 († 90 anos)              | Membra das Irmãs de São José de Chambéry.                                                                                      | 1989 J. P. II                                      | [ 53 ]                          |
|         | Odette Vidal Cardoso (Odetinha) leiga                                           | 1931–1939 († 8 anos)               | Menina conhecida por sua profunda devoção.                                                                                     | 2021 Francisco                                     | [ 54 ]                          |
|         | Rodolfo Komórek presbítero e religioso (SDB)                                    | 1890–1949 († 59 anos)              | Sacerdote polonês que ajudou vítimas da tuberculose no Brasil.                                                                 | 1995 J. P. II                                      | [ 55 ]                          |
|         | Vicenta Guilarte Alonso religiosa (FJ)                                          | 1879–1960 († 81 anos)              | Membra das Irmãs Filhas de Jesus.                                                                                              | 2024 Francisco                                     | [ 56 ] [ 57 ]                   |
|         | Pelágio Sauter (Padre Pelágio) presbítero e religioso CSsR                      | 1878–1961 († 83 anos)              | Sacerdote que atuou como missionário em Trindade.                                                                              | 2014 Francisco                                     | [ 58 ]                          |
|         | Antonieta Farani religiosa (CLP)                                                | 1906–1963 († 91 anos)              | Religiosa passionista. | 1992 J. P. II                                      | [ 45 ]                          |
|         | Nelson Santana (Nelsinho) leigo                                                 | 1955–1964 († 9 anos)               | Menino conhecido por se apegar a fé durante o câncer.                                                                          | 2019 Francisco                                     | [ 59 ] [ 60 ]                   |
|         | Maria do Carmo da Santíssima Trindade (Madre Carminha) religiosa (OCD)          | 1898–1966 († 67 anos)              | Fundadora e abadessa carmelita.                                                                                                | 2020 Francisco                                     | [ 61 ]                          |
|         | Salvador Pinzetta religioso (OFMCap)                                            | 1911–1972 († 60 anos)              | Frade capuchinho. | 2019 Francisco                                     | [ 62 ]                          |
|         | Attilio Giordani leigo                                                          | 1913–1972 († 59 anos)              | Membro da Associação dos Salesianos Cooperadores.                                                                              | 2013 Francisco                                     | [ 63 ]                          |
|         | Albino Alves da Cunha e Silva (Padre Albino) presbítero                         | 1882–1973 († 91 anos)              | Sacerdote português que buscou refúgio no Brasil.                                                                              | 2021 Francisco                                     | [ 64 ]                          |
|         | Antônio de Almeida Lustosa (Dom Lustosa) prelado e religioso (SDB)              | 1886–1974 († 88 anos)              | 2.º Arcebispo da Arquidiocese de Fortaleza.                                                                                    | 2023 Francisco                                     | [ 65 ] [ 66 ] [ 67 ]            |
|         | Libério Rodrigues Moreira presbítero                                            | 1884–1980 († 96 anos)              | Sacerdote conhecido por sua fama de realizar milagres.                                                                         | 2024 Francisco                                     | [ 68 ] [ 69 ] [ 70 ] [ 71 ]     |
|         | Franz de Castro Holzwarth leigo e doador da vida                                | 1942–1981 († 38 anos)              | Advogado assassinado após ser tomado como refém em um motim.                                                                   | 2022 Francisco                                     | [ 72 ] [ 73 ] [ 74 ]            |
|         | Benigna Victima de Jesus (Irmã Benigna) religiosa (CIANSP)                      | 1907–1981 († 74 anos)              | Abadessa da Congregação das Irmãs Auxiliares de Nossa Senhora da Piedade.                                                      | 2022 Francisco                                     | [ 75 ]                          |
|         | Maria Teresa de Jesus Eucarístico religiosa (PMMI) e fundadora                  | 1916–1983 († 67 anos)              | Fundadora das Pequenas Missionárias de Maria Imaculada.                                                                        | 2014 Francisco                                     | [ 76 ]                          |
|         | Marcello Candia leigo                                                           | 1916–1983 († 67 anos)              | Missionário no Brasil. | 2014 Francisco                                     | [ 77 ]                          |
|         | João Luís Pozzobon diácono                                                      | 1904–1985 († 80 anos)              | Missionário mariano ligado à devoção da Virgem Maria de Schoenstatt.                                                           | 2025 Leão XIV                                      | [ 78 ]                          |
|         | Vítor Coelho de Almeida (Padre Vítor Coelho) presbítero e religioso CSsR        | 1899–1987 († 87 anos)              | Sacerdote que atuou como missionário em Aparecida.                                                                             | 2022 Francisco                                     | [ 79 ] [ 80 ] [ 81 ]            |
|         | Maria dos Anjos de Santa Teresa (Dinah Amorim) religiosa (SchP)                 | 1917–1988 († 71 anos)              | Religiosa escolápia que atuou pela educação de jovens.                                                                         | 2019 Francisco                                     | [ 82 ]                          |
|         | Serafina Cinque religiosa (ASC)                                                 | 1913–1988 († 75 anos)              | Religiosa membra das Irmãs Adoradoras do Sangue de Cristo que atuou na Amazônia.                                               | 2014 Francisco                                     | [ 83 ]                          |
|         | Roberto Giovanni presbítero e religioso (CSS)                                   | 1903–1994 († 90 anos)              | Membro da Congregação dos Sagrados Estigmas de Nosso Senhor Jesus Cristo.                                                      | 2020 Francisco                                     | [ 84 ] [ 85 ] [ 86 ]            |
|         | Damião de Bozzano (Frei Damião) presbítero e religioso (OFMCap)                 | 1898–1997 († 98 anos)              | Missionário no Brasil. | 2019 Francisco                                     | [ 87 ]                          |
|         | Nazareno Lanciotti presbítero e mártir                                          | 1940–2001 († 60 anos)              | Missionário no Brasil e Mártir do Movimento Sacerdotal Mariano.                                                                | 2025 Francisco                                     | [ nota 1 ] [ 88 ] [ 89 ] [ 90 ] |
|         | Alberto Maria Beretta presbítero e religioso (OFMCap)                           | 1916–2001 († 84 anos)              | Missionário no Brasil. | 2023 Francisco                                     | [ 91 ] [ 92 ] [ 93 ]            |
|         | Tereza Margarida do Coração de Maria (Nossa Mãe) religiosa (OCD)                | 1915–2005 († 89 anos)              | Fundadora e abadessa carmelita.                                                                                                | 2023 Francisco                                     | [ 94 ] [ 95 ] [ 96 ]            |
|         | Aloísio Sebastião Boeing (Padre Aloísio) presbítero, religioso (SCJ) e fundador | 1913–2006 († 92 anos)              | Fundador da Fraternidade Mariana do Coração de Jesus.                                                                          | 2023 Francisco                                     | [ 97 ] [ 98 ] [ 99 ] [ 100 ]    |
|         | Guido Vidal França Schäffer (Guido Schäffer) leigo seminarista                  | 1974–2009 († 34 anos)              | Médico e seminarista conhecido por se dedicar à assistência aos pobres doentes e à prática do surfe como lazer - nisto morreu. | 2023 Francisco                                     | [ 101 ] [ 102 ] [ 103 ]         |

## Servos de Deus
Que já possuem suas causas de beatificação oficialmente abertas. São oitenta e cinco pessoas, por ser a categoria inicial de reconhecimento de vida:
| Retrato | Servo de Deus                                                                   | Extensão da vida e idade ao morrer           | Obra                                                                                           | Ano do reconhecimento do grau de santidade | Referências                     |
| ------- | ------------------------------------------------------------------------------- | -------------------------------------------- | ---------------------------------------------------------------------------------------------- | ------------------------------------------ | ------------------------------- |
|         | Adelaide Molinari religiosa                                                     | 1938–1985 († 47 anos)                        | Obras de caridade na Amazônia brasileira.                                                      | 2022                                       | [ 104 ] [ 105 ]                 |
|         | Adélia Teixeira de Carvalho (Irmã Adélia) religiosa                             | 1922–2013 († 90 anos)                        | Aparição de Cimbres                                                                            | 2021                                       | [ 106 ] [ 107 ] [ 108 ] [ 109 ] |
|         | Alano Maria du Noday bispo                                                      | 1899–1985 († 86 anos)                        | Bispado numa região relativamente isolada do Norte do Brasil.                                  | 2020                                       | [ 110 ] [ 111 ] [ 112 ]         |
|         | Alberto Fuger presbítero                                                        | 1892–1971 († 79 anos)                        | Obras de caridade em Minas Gerais.                                                             | 2015                                       | [ 113 ] [ 114 ]                 |
|         | Alderigi Maria Torriani presbítero                                              | 1895–1977 († 81 anos)                        | Pároco em Minas Gerais.                                                                        | 2019                                       | [ 115 ] [ 116 ]                 |
|         | Alfredo Haasler presbítero                                                      | 1907–1997 († 89 anos)                        | Criação de escolas numa região com elevado nível de analfabetismo.                             | 2020                                       | [ 117 ] [ 118 ] [ 119 ]         |
|         | Ambrósia Ana Sabatovich religiosa                                               | 1894–1943 († 49 anos)                        | Obras de caridade no interior do Paraná, junto a imigrantes ucranianos.                        | 2020                                       | [ 120 ] [ 121 ]                 |
|         | Ananias de Paula Vieira presbítero                                              | 1869–1958 († 89 anos)                        | Presbítero.                                                                                    | 2025                                       | [ 122 ]                         |
|         | Anatólia Tecla Bodnar religiosa                                                 | 1884–1956 († 71 anos)                        | Obras de caridade no interior do Paraná, junto a imigrantes ucranianos.                        | 2020                                       | [ 123 ] [ 124 ] [ 125 ]         |
|         | André Bortolameotti presbítero                                                  | 1919–2010 († 90 anos)                        | Missionário.                                                                                   | 2020                                       | [ 126 ] [ 127 ]                 |
|         | Ângelo Angioni presbítero                                                       | 1915–2008 († 93 anos)                        | Missionário.                                                                                   | 2020                                       | [ 128 ] [ 129 ] [ 130 ]         |
|         | Ângelo Frosi prelado                                                            | 1924–1995 († 71 anos)                        | Bispado, formação sacerdotal.                                                                  | 2020                                       | [ 131 ] [ 132 ]                 |
|         | Ângelo Possído Carù presbítero                                                  | 1925–1995 († 70 anos)                        | Obras de caridade no estados do Rio de Janeiro e Paraná.                                       | 2020                                       | [ 133 ] [ 134 ]                 |
|         | Antônio Campelo de Aragão prelado                                               | 1904–1988 († 83 anos)                        | Bispo e formador.                                                                              | 2020                                       | [ 135 ] [ 136 ]                 |
|         | Antônio da Rocha Marmo (Antoninho) leigo                                        | 1918–1930 († 12 anos)                        | Aceitação do sofrimento, intercessão pelos doentes.                                            | 2022                                       | [ 137 ] [ 138 ]                 |
|         | Antonio Sinibaldi presbítero                                                    | 1937–1987 († 50 anos)                        | Obras de caridade.                                                                             | 2020                                       | [ 139 ]                         |
|         | Bento Dias Pacheco presbítero                                                   | 1819–1911 († 91 anos)                        | Obras de misericórdia.                                                                         | 2020                                       | [ 140 ] [ 141 ]                 |
|         | Bruno Linden presbítero                                                         | 1876–1960 († 83 anos)                        | Obras de caridade.                                                                             | 2022                                       | [ 142 ] [ 143 ] [ 144 ]         |
|         | Caetano de Messina presbítero                                                   | 1807–1878 († 70 anos)                        | Obras de caridade.                                                                             | 2022                                       | [ 145 ] [ 146 ] [ 147 ]         |
|         | Cecília do Coração de Maria religiosa                                           | 1852–1950 († 98 anos)                        | Obras de caridade.                                                                             | 2022                                       | [ 148 ] [ 149 ]                 |
|         | Cícero Romão Batista presbítero                                                 | 1844–1934 († 90 anos)                        | Obras de caridade no Nordeste do Brasil, pregações, atuação política.                          | 2022                                       | [ 150 ] [ 151 ] [ 152 ] [ 153 ] |
|         | Clemência de Oliveira religiosa                                                 | 1896–1966 († 70 anos)                        | Obras de caridade.                                                                             | 2022                                       | [ 154 ] [ 155 ]                 |
|         | Cleusa Carolina Rody Coelho religiosa                                           | 1933–1985 († 51 anos)                        | Martirizada por praticar obras de caridade na Amazônia.                                        | 1991                                       | [ 156 ] [ 157 ] [ 158 ]         |
|         | Domingos Nakamura [中村長八] presbítero                                         | 1865–1940 († 74 anos)                        | Assistência espiritual a imigrantes japoneses e inicador da evangelização de nipo-brasileiros. | 2015                                       | [ 159 ] [ 160 ] [ 161 ]         |
|         | Domingos Pinheiro presbítero                                                    | 1843–1924 († 80 anos)                        | Educação católica em Minas Gerais.                                                             | 2019                                       | [ 162 ] [ 163 ] [ 164 ]         |
|         | Egídio Maria Moscini presbítero                                                 | 1884–1976 († 92 anos)                        | Patrono da agricultura familiar no Brasil.                                                     | 2020                                       | [ 165 ] [ 166 ] [ 167 ]         |
|         | Eliseu Maria Coroli prelado                                                     | 1900–1982 († 82 anos)                        | Bispado.                                                                                       | 2020                                       | [ 168 ] [ 169 ]                 |
|         | Ezequiel Ramin presbítero                                                       | 1953–1985 († 32 anos)                        | Missionário na Amazônia, tecnificação dos povos locais.                                        | 2023                                       | [ 170 ] [ 171 ] [ 172 ]         |
|         | Floripes Dornelas de Jesus (Lola) leiga                                         | 1913–1999 († 85 anos)                        | Viver apenas da Eucaristia por 60 anos após ficar paraplégica.                                 | 2016                                       | [ 173 ] [ 174 ]                 |
|         | Francisco da Costa Pinto presbítero                                             | 1552–1608 († 55 anos)                        | Obras de caridade.                                                                             | 2020                                       | [ 175 ] [ 176 ]                 |
|         | Francisco Expedito Lopes prelado                                                | 1914–1957 († 42 anos)                        | Martirizado por um presbítero indolente de sua diocese.                                        | 2020                                       | [ 177 ] [ 178 ]                 |
|         | Gabriel de Frazzanò presbítero                                                  | 1907–1973 († 66 anos)                        | Missionário.                                                                                   | 2020                                       | [ 179 ] [ 180 ] [ 181 ]         |
|         | Gabriel Paulino Bueno Couto prelado                                             | 1910–1982 († 71 anos)                        | Bispado.                                                                                       | 2020                                       | [ 182 ] [ 183 ]                 |
|         | Gilberto Maria Defina presbítero                                                | 1925–2004 († 79 anos)                        | Missionário.                                                                                   | 2020                                       | [ 184 ] [ 185 ] [ 186 ]         |
|         | Ginetta Calliari religiosa                                                      | 1918–2001 († 82 anos)                        | Missionária.                                                                                   | 2020                                       | [ 187 ] [ 188 ] [ 189 ]         |
|         | Hélder Pessoa Câmara prelado                                                    | 1909–1999 († 90 anos)                        | Fundação da CNBB.                                                                              | 2018                                       | [ 190 ] [ 191 ] [ 192 ]         |
|         | Inácio João dal Monte prelado                                                   | 1897–1963 († 65 anos)                        | Bispado.                                                                                       | 2020                                       | [ 193 ] [ 194 ]                 |
|         | Inocêncio Lopez Santamaría prelado                                              | 1874–1958 († 83 anos)                        | Bispado.                                                                                       | 2020                                       | [ 195 ] [ 196 ] [ 197 ]         |
|         | Inácio Martínez Madrid presbítero                                               | 1902–1942 († 39 anos)                        | Missionário.                                                                                   | 2021                                       | [ 198 ]                         |
|         | Jerônimo Magalhães leigo Zélia Magalhães leiga                                  | 1851–1909 († 58 anos); 1857–1919 († 62 anos) | Assistência social a ex-escravos, posteriormente vida monástica.                               | 2023                                       | [ 199 ] [ 200 ] [ 201 ] [ 202 ] |
|         | João Batista Reus presbítero                                                    | 1868–1947 († 79 anos)                        | Missionário dedicado ao ensino de profissões.                                                  | 2021                                       | [ 203 ] [ 204 ]                 |
|         | João Benvegnú presbítero                                                        | 1907–1986 († 79 anos)                        | Missionário.                                                                                   | 2020                                       | [ 205 ] [ 206 ]                 |
|         | João Francisco de Siqueira Andrade presbítero                                   | 1837–1881 († 43 anos)                        | Fundador das Irmãs Franciscanas de Nossa Senhora do Amparo                                     | 2023                                       | [ 207 ] [ 208 ] [ 209 ]         |
|         | João Maria Cavalcanti de Brito presbítero                                       | 1848–1905 († 57 anos)                        | Missionário.                                                                                   | 2019                                       | [ 210 ] [ 211 ] [ 212 ]         |
|         | Joaquim Arnóbio de Andrade presbítero                                           | 1915–1985 († 69 anos)                        | Missionário.                                                                                   | 2020                                       | [ 213 ] [ 214 ]                 |
|         | José Antônio do Couto prelado                                                   | 1927–1997 († 69 anos)                        | Bispado.                                                                                       | 2021                                       | [ 215 ] [ 216 ] [ 217 ]         |
|         | José Calvi presbítero                                                           | 1901–1943 († 42 anos)                        | Missionário.                                                                                   | 2022                                       | [ 218 ] [ 219 ]                 |
|         | José Carlos Parra Pires presbítero                                              | 1954–1990 († 36 anos)                        | Missionário.                                                                                   | 2022                                       | [ 220 ] [ 221 ] [ 222 ]         |
|         | José Erlei de Almeida presbítero                                                | 1969–2001 († 31 anos)                        | Presbítero.                                                                                    | 2025                                       | [ 122 ] [ 223 ] [ 224 ]         |
|         | José Gumercindo dos Santos presbítero                                           | 1907–1991 († 84 anos)                        | Missionário.                                                                                   | 2022                                       | [ 225 ] [ 226 ] [ 227 ]         |
|         | José Silvério Horta presbítero                                                  | 1859–1933 († 73 anos)                        | Missionário.                                                                                   | 2022                                       | [ 228 ] [ 229 ] [ 230 ]         |
|         | Júlio Maria de Lombaerde presbítero                                             | 1878–1944 († 66 anos)                        | Missionário e intelectual em Minas Gerais.                                                     | 2022                                       | [ 231 ] [ 232 ] [ 233 ]         |
|         | Lafayette da Costa Coelho presbítero                                            | 1886–1961 († 74 anos)                        | Pároco em Minas Gerais.                                                                        | 2023                                       | [ 234 ] [ 235 ]                 |
|         | Léo Tarcísio Pereira presbítero                                                 | 1961–2007 († 45 anos)                        | Nova evangelização, obra social de cura de drogaditos.                                         | 2018                                       | [ 236 ] [ 237 ] [ 238 ] [ 239 ] |
|         | Leônia Milito religiosa                                                         | 1910–1980 († 70 anos)                        | Missionária.                                                                                   | 2022                                       | [ 240 ] [ 241 ]                 |
|         | Lucia Eleonora Schiavinato religiosa                                            | 1911–1966 († 55 anos)                        | Missionária.                                                                                   | 2022                                       | [ 242 ] [ 243 ] [ 244 ]         |
|         | Luciano Mendes de Almeida prelado                                               | 1930–2006 († 75 anos)                        | Presidência da CNBB, ações sociais, criação da emissora católica Redevida.                     | 2018                                       | [ 245 ] [ 246 ] [ 247 ]         |
|         | Luís Cecchin presbítero                                                         | 1924–2010 († 85 anos)                        | Missionário.                                                                                   | 2022                                       | [ 248 ] [ 249 ] [ 250 ]         |
|         | Luís Gonzaga do Monte presbítero                                                | 1905–1944 († 39 anos)                        | Missionário.                                                                                   | 2022                                       | [ 251 ] [ 252 ] [ 253 ]         |
|         | Luso de Barros Matos presbítero                                                 | 1906–1987 († 80 anos)                        | Pároco no Tocantins.                                                                           | 2022                                       | [ 254 ] [ 255 ]                 |
|         | Marcelo Henrique Câmara (Marcelinho) leigo                                      | 1979–2008 († 28 anos)                        | Leigo. Advogado, promotor público e professor universitário.                                   | 2019                                       | [ 256 ] [ 257 ] [ 258 ]         |
|         | Marciano Bernardes da Fonseca presbítero                                        | 1859–1946 († 87 anos)                        | Missionário.                                                                                   | 2020                                       | [ 259 ] [ 260 ] [ 261 ]         |
|         | Maria Imaculada da Santíssima Trindade (Mãezinha do Carmelo) religiosa          | 1909–1988 († 78 anos)                        | Missionária.                                                                                   | 2021                                       | [ 262 ] [ 263 ] [ 264 ]         |
|         | Maria de Lourdes de Santa Rosa religiosa                                        | 1910–1974 († 64 anos)                        | Missionária.                                                                                   | 2021                                       | [ 265 ] [ 266 ]                 |
|         | Maria de Lourdes Fontão (Lourdinha Fontão) leiga                                | 1930–1988 († 58 anos)                        | Missionária.                                                                                   | 2020                                       | [ 267 ] [ 268 ] [ 269 ]         |
|         | Maria de Lourdes Guarda leiga                                                   | 1926–1996 († 69 anos)                        | Missionária.                                                                                   | 2007                                       | [ 270 ] [ 271 ]                 |
|         | Maria José Bezerra de Melo religiosa                                            | 1874–1970 († 96 anos)                        | Dedicação a instrução social e religiosa.                                                      | 2025                                       | [ 272 ] [ 273 ] [ 274 ]         |
|         | Maria José de Jesus religiosa                                                   | 1882–1959 († 77 anos)                        | Monja reclusa.                                                                                 | 2008                                       | [ 275 ] [ 276 ] [ 277 ]         |
|         | Maria Milza dos Santos Fonseca (Mãezinha) leiga                                 | 1923–1993 († 70 anos)                        | Obras de caridade e dons místicos.                                                             | 2025                                       | [ 278 ] [ 279 ]                 |
|         | Martinho de Porres Ward presbítero                                              | 1918–1999 († 81 anos)                        | Missionário americano negro.                                                                   | 2019                                       | [ 280 ] [ 281 ] [ 282 ]         |
|         | Matheus van Herkhuizen presbítero                                               | 1915–1973 († 67 anos)                        | Missionário no Brasil.                                                                         | 2019                                       | [ 283 ] [ 284 ] [ 285 ]         |
|         | Michelangelo Serafini presbítero                                                | 1908–2013 († 104 anos)                       | Obras de caridade.                                                                             | 2020                                       | [ 286 ] [ 287 ]                 |
|         | Miguel Ângelo Pigotti presbítero                                                | 1916–1995 († 79 anos)                        | Missionário.                                                                                   | 2002                                       | [ 288 ]                         |
|         | Nemésio Bernardi presbítero                                                     | 1927–2016 († 88 anos)                        | Missionário.                                                                                   | 2020                                       | [ 289 ] [ 290 ] [ 291 ]         |
|         | Othon Motta prelado                                                             | 1913–1985 († 71 anos)                        | Bispado e formador.                                                                            | 2016                                       | [ 292 ] [ 293 ] [ 294 ]         |
|         | Paolino Maria Baldassari presbítero                                             | 1926–2016 († 90 anos)                        | Missionário.                                                                                   | 2019                                       | [ 295 ] [ 296 ] [ 297 ]         |
|         | Pedro Balzi presbítero                                                          | 1926–2009 († 82 anos)                        | Missionário.                                                                                   | 2020                                       | [ 298 ] [ 299 ] [ 300 ]         |
|         | Pedro Luís Maria Galibert prelado                                               | 1877–1965 († 87 anos)                        | Missionário.                                                                                   | 1997                                       | [ 301 ] [ 302 ] [ 303 ]         |
|         | Pero Dias e onze companheiros presbítero                                        | 1526–1571 († 45 anos)                        | Martírio a caminho da América Portuguesa.                                                      | 2008                                       | [ 304 ]                         |
|         | Rodolfo Lunkenbein presbítero Simão Cristino Koge Kudugodu (Simão Bororó) leigo | 1939–1976 († 37 anos) 1937-1976 († 38 anos)  | Missionário no Centro-Oeste do Brasil. Evangelizador entre ameríndios.                         | 2020                                       | [ 305 ] [ 306 ] [ 307 ]         |
|         | Rosita Paiva religiosa                                                          | 1909–1991 († 82 anos)                        | Missionária.                                                                                   | 2021                                       | [ 308 ] [ 309 ] [ 310 ]         |
|         | Sepé Tiaraju leigo                                                              | 1723–1756 († 33 anos)                        | Colaborador das missões jesuíticas no Sul do Brasil.                                           | 2018                                       | [ 311 ] [ 312 ] [ 313 ]         |
|         | Tomás Vaquero prelado                                                           | 1914–1992 († 78 anos)                        | Bispado.                                                                                       | 2022                                       | [ 314 ] [ 315 ]                 |
|         | Vital de Oliveira prelado                                                       | 1844–1878 († 33 anos)                        | Bispo perseguido pelo Império do Brasil, por sua oposição à maçonaria.                         | 2012                                       | [ 316 ] [ 317 ] [ 318 ]         |
|         | Vitória da Encarnação religiosa                                                 | 1661–1715 († 54 anos)                        | Primeira pessoa de vida monástica nascida no Brasil e com fama de santidade.                   | 2016                                       | [ 319 ] [ 320 ]                 |
|         | Waldir Lopes de Castro presbítero                                               | 1931–2001 († 70 anos)                        | Pároco, obras de caridade no Ceará.                                                            | 2020                                       | [ 321 ] [ 322 ] [ 323 ]         |
|         | Zilda Arns Neumann leiga                                                        | 1934–2010 († 75 anos)                        | Combate à desnutrição no Brasil e no Haiti.                                                    | 2015                                       | [ 324 ] [ 325 ] [ 326 ]         |